# Ludwig Frank (Politiker, 1874)

Ludwig Frank

Ludwig Frank (* 23. Mai 1874 in Nonnenweier (Baden); † 3. September 1914 bei Baccarat in Lothringen) war ein deutscher Rechtsanwalt und Politiker der Sozialdemokratischen Partei Deutschlands (SPD).
Frank vertrat seine Partei unter anderem im Badischen Landtag und im Reichstag. Er betätigte sich zudem als Organisator der sozialistischen Arbeiterjugendbewegung und entwickelte sich in der SPD zu einem Wortführer des süddeutschen Reformismus. Ihm lag daran, in den gegebenen staatlichen und öffentlichen Institutionen zusammen mit liberalen Politikern Verbesserungen für die Arbeiterschaft durchzusetzen. Besonderen Stellenwert hatte für Frank dabei die Beseitigung diskriminierender Wahlrechtsbestimmungen. In weiten Teilen der Sozialdemokratie außerhalb Süddeutschlands stieß die reformistische Strategie auf entschiedene Kritik.
Am Vorabend des Ersten Weltkriegs bemühte er sich um eine Verständigung von Parlamentariern aus Frankreich und Deutschland. Auf seine Anregung luden schweizerische Parlamentarier zu einer deutsch-französischen Verständigungskonferenz nach Bern ein, die im Mai 1913 stattfand. Im August 1914, bei Kriegsausbruch, gehörte Frank schließlich zu den entschiedenen Verfechtern einer Burgfriedenspolitik. Er selbst meldete sich freiwillig zum Dienst an der Waffe und fiel etwa einen Monat nach Kriegsbeginn.

## Kindheit und Schulzeit
Ludwig Frank war das zweite Kind eines jüdischen Ehepaars. Sein Vater Samuel Frank (1841–1915) betätigte sich als Kaufmann. Seine Mutter Fanny, geborene Frank (1837–1926), gebar nach Ludwig noch einen dritten Sohn und eine Tochter. Beide Großmütter Ludwigs waren Töchter von Rabbinern.
Ludwig besuchte in seinem Geburtsort ab 1880 die Simultanschule, eine Volksschule, in der christliche und jüdische Kinder gemeinsam unterrichtet wurden. Vorbereitet durch den evangelischen Ortspfarrer wechselte er 1885 an das Gymnasium des nahe gelegenen Lahr. Um den täglichen Schulweg zu sparen, bezog er ein Zimmer in der Stadt. Als Schüler trat Ludwig in den Lessing-Verein ein, den ein jüdischer Volksschullehrer in Lahr gegründet hatte. Ein Vereinsmitglied war Sozialdemokrat und lenkte den Verein in eine sozialistische Richtung. Auf diese Weise lernte Frank Schriften von Friedrich Engels, August Bebel, Karl Kautsky, und Franz Mehring kennen.
Frank legte am Gymnasium Lahr das beste Abitur seines Jahrgangs ab. Dem Primus Omnium fiel die Aufgabe zu, am 20. Juli 1893 die Abiturientenrede zu halten, für die er das Thema „Die Bedeutung Lessings in seiner Zeit“ wählte. Er zog dabei Verbindungslinien von Lessing zu den Forderungen der damaligen Sozialdemokratie. Nicht allein die Suche nach Wahrheit sei mit Lessing zu fordern, auch praktische Konsequenzen hätten zu folgen. Derjenige, der sich dem Dichter verpflichtet fühle, müsse sich den „Leiden der Tieferstehenden“ zuwenden und sich dem Wohl aller im Dienst der Allgemeinheit widmen. Diese Rede erregte über Lahr hinaus die Gemüter. Das badische Unterrichtsministerium verweigerte wegen dieser Rede zunächst die Aushändigung der Abitur-Urkunde. Erst als sich die Presse für Ludwig Frank einsetzte, erhielt dieser sein Reifezeugnis.

## Studium, Referendariat, berufliche Anfänge

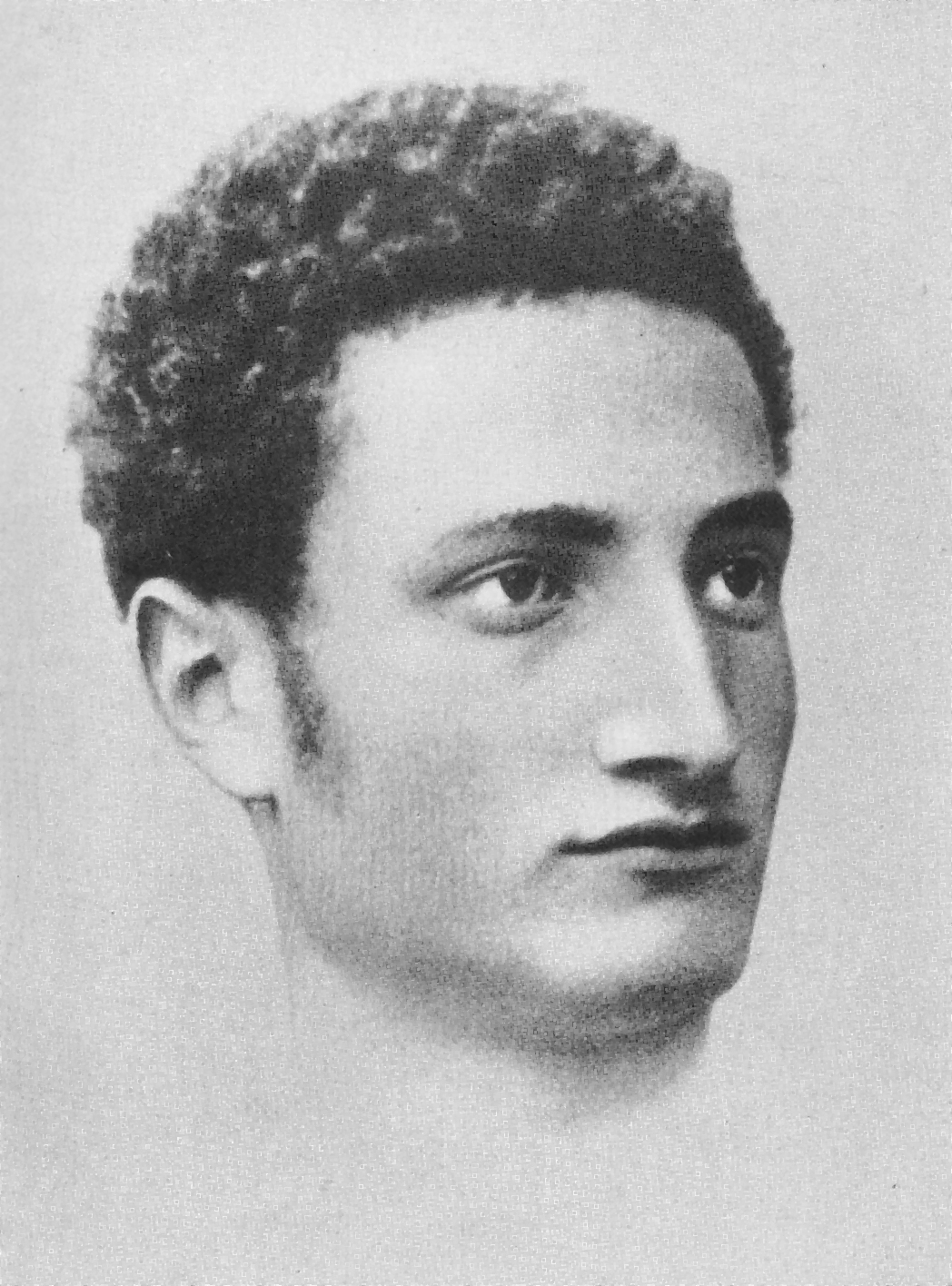
Der jugendliche Ludwig Frank, wahrscheinlich um 1893

Zum Wintersemester 1893/94 nahm Frank an der Albert-Ludwigs-Universität Freiburg das Studium der Rechtswissenschaft auf. Nebenbei belegte er Vorlesungen in Soziologie und Zoologie. Seinen Militärdienst als Einjähriger leistete er vom 1. April 1894 bis zum 1. April 1895 ebenfalls in Freiburg im Breisgau ab, was ihm die Weiterführung seines Studiums ermöglichte. In Freiburg gehörte er zu den Gründern des dortigen „Sozialwissenschaftlichen Studentenvereins“, einer Gemeinschaft zur Pflege von Geselligkeit und intellektuellen Debatten. Im Herbst 1895 wechselte der Student an die Friedrich-Wilhelms-Universität in Berlin. Neben rechtswissenschaftlichen Veranstaltungen nahm Frank auch an Vorlesungen zur deutschen Sozialgesetzgebung und zur Kritik des Sozialismus teil. In Freiburg schloss er 1897 sein Studium mit dem Bestehen der ersten juristischen Staatsprüfung ab.
Sein Referendariat führte Frank ab April 1897 nach Lahr, Staufen, Mosbach und Waldshut. Ab Mai 1898 arbeitete er schließlich ein Jahr lang in Karlsruhe, anschließend in zwei Mannheimer Kanzleien. Nebenher veröffentlichte Frank in jenen Jahren unter anderem im Wahren Jakob Gedichte, Aphorismen, kurze Geschichten und Märchen.
Am 23. November 1899 wurde Frank an der Freiburger Universität mit einer Arbeit über die Innungen Badens promoviert. Im Juli 1900 bestand er die Zweite Staatsprüfung.
Der Volljurist arbeitete zunächst in einer Mannheimer Rechtsanwaltskanzlei, die er bereits als Referendar kennen gelernt hatte. 1903 eröffnete er eine eigene Kanzlei, weil sein bisheriger Arbeitgeber Bedenken gegen seine Betätigung für die Sozialdemokratie äußerte und vor einer Vertragsverlängerung zurückscheute.

## SPD-Karriere und Beteiligung am geistig-kulturellen Leben Mannheims
Franks Eintritt in die SPD wird auf das Jahr 1900 datiert. Im Herbst 1903 war er Delegierter auf dem SPD-Parteitag in Dresden. Im August 1904 besuchte er als Vertreter der badischen Sozialdemokratie den internationalen Sozialistenkongress in Amsterdam. Im Oktober desselben Jahres rückte er für die SPD in den Mannheimer Bürgerausschuss ein. 1905 wurde er zum Abgeordneten der Zweiten Kammer der Badischen Ständeversammlung gewählt. 1907 zog er schließlich als Abgeordneter für Mannheim in den Reichstag ein.
In Mannheim, der „Hochburg der badischen Sozialdemokratie“, betätigte sich Frank nicht allein in Organisationen der SPD, sondern engagierte sich auch in Institutionen, die zum geistig-kulturellen Leben der Stadt beitrugen. So war er Mitglied des Vereins für Volksbildung, der als Träger einer im Arbeiterviertel Neckarstadt angesiedelten Lesehalle fungierte. Er verkehrte im Salon von Bertha Hirsch, in dem sich Dichter, Künstler und Politiker trafen. Frank war Mitgründer der Gartenvorstadt-Genossenschaft Mannheim, in deren Aufsichtsrat er saß. Der Ortsgruppe der Friedensgesellschaft gehörte er ebenso an wie dem jüdischen Gesangsverein Liederkranz. Diese und weitere lokale Aktivitäten machten ihn zu einer Person, die über die Parteigrenzen hinaus bekannt und respektiert wurde. Im Oktober 1904 gründete Frank den „Verband junger Arbeiter Mannheims“.

## Pionier der Arbeiterjugendbewegung
Frank lernte auf dem internationalen Sozialistenkongress von 1904 in Amsterdam die Leistungen der belgischen Arbeiterjugendbewegung kennen. Diese nahm er sich zum Vorbild für vergleichbare Aktivitäten in Baden. Er veröffentlichte zunächst zwei Aufsätze zum Thema Jugend und Sozialismus, den ersten im sozialdemokratischen Theorieorgan Die Neue Zeit, den zweiten in der Frauenzeitschrift Die Gleichheit. Im Herbst 1904 konstituierte sich unter seiner Regie der Verein junger Arbeiter Mannheims. Nach diesem Vorbild entstanden im Jahr 1905 in Baden eine Reihe weiterer örtlicher Arbeiterjugendvereine. Erstmals trafen sich diese Vereine im Februar 1906 in Karlsruhe. Sie gründeten den Verband junger Arbeiter Deutschland mit Sitz in Mannheim. Frank regte umgehend die Herausgabe einer Verbandszeitschrift an, die den Titel Die junge Garde tragen sollte und deren redaktionelle Leitung er selbst übernahm. Ende September 1906 hielt der Verband junger Arbeiter Deutschlands seine erste Generalversammlung in Mannheim ab. 37 süddeutsche Ortsvereine waren mit 52 Delegierten vertreten, die zirka 3000 Mitglieder repräsentierten. Aus Preußen erschienen keine Delegierten, weil dort der politische Zusammenschluss Jugendlicher untersagt war.
In Verbindung mit dem internationalen Sozialistenkongress 1907 in Stuttgart war auch eine internationale Jugendkonferenz angesetzt. Dem Vorbereitungsbüro dieser Zusammenkunft gehörten neben Frank Karl Liebknecht und der Belgier Hendrik de Man an.
Ab 1908 machte die sich verschärfende Vereinsgesetzgebung im Deutschen Kaiserreich die Anstrengungen der sozialistischen Jugendarbeit zunichte. Die politische Zusammenfassung der Jugendlichen unter 18 Jahren wurde reichsweit unter Strafe gestellt, sofern sie nicht nationalen Zwecken diente. Frank, der sich im Reichstag scharf gegen das neue Vereinsgesetz ausgesprochen hatte, fügte sich in die veränderte Rechtssituation und leitete die Auflösung des Verbands junger Arbeiter Deutschlands ein. Die Junge Garde, die zu diesem Zeitpunkt zirka 9000 Abonnenten erreichte, stellte ihr Erscheinen ein. Ganz gab die SPD die Organisationsversuche jedoch nicht auf. Sie richtete vor Ort Jugendausschüsse ein, die in der Zentralstelle der arbeitenden Jugend Deutschlands zusammengefasst wurden.

## Parlamentarier in Baden

### Prägung durch parteiübergreifende Politik
Ludwig Frank bekleidete hinter seinem Freund Wilhelm Kolb das Amt des Stellvertretenden Fraktionsvorsitzenden in der Zweiten Kammer der Badischen Ständeversammlung und gestaltete von dieser Position aus die politische Entwicklung in Baden maßgeblich mit. Prägend für ihn und die gesamten badischen Parteigliederungen wurde dabei die Zusammenarbeit mit den bürgerlichen Parteien. Das gemeinsame Agieren von Sozialdemokraten, Freisinnigen und Nationalliberalen bezeichneten Zeitgenossen als Großblock-Politik. Sie war in der SPD Badens und Süddeutschlands weitgehend akzeptiert. Im Reich, insbesondere in Preußen und Sachsen, stieß eine solche Politik jedoch auf starke Ablehnung, denn die politischen Verhältnisse in diesen Bundesstaaten waren weitaus weniger liberal.

### Legislaturperiode von 1905 bis 1909

Meldung des Frankfurter Israelitischen Fremdenblattes vom 3. November 1905 über den Einzug von Frank in den Badischen Landtag

Im Herbst 1905 zog Frank als Abgeordneter für Karlsruhe in das badische Parlament ein. Grundlegend für seinen Erfolg war ein lokales Stichwahlabkommen mit dem Zentrum gegen die Nationalliberalen. Diese örtliche Konstellation unterschied sich deutlich von anderen Landesteilen. Weil im Parlament eine absolute Mehrheit von Zentrum und Konservativen befürchtet wurde, legten sich dort Sozialdemokraten, Liberale und Nationalliberale auf Stichwahlabsprachen fest. Diese Bündniskonstellation verhinderte schließlich eine konservativ-katholische Mehrheit und setzte sich in der gesamten Legislaturperiode fort.

Frank im Kreis führender badischer Sozialdemokraten, aufgenommen wahrscheinlich 1906 vor der alten Landeshalle in Offenburg. Sitzend von rechts: Emil Eichhorn, Ludwig Frank, Wilhelm Kolb, Georg Monsch. Stehend, erster von rechts: Adolf Geck. Die weiteren Personen sind nicht bekannt.

Ein erstes Symbol der Bündnispolitik stellte die Wahl des Sozialdemokraten Adolf Geck zum Vizepräsidenten des Landtags dar. Erstmals in Deutschland avancierte damit ein Vertreter der „Umsturzpartei“ zum Mitglied eines Landtagspräsidiums. Nachdem das badische Staatsoberhaupt Großherzog Friedrich I. am 28. September 1907 verstorben war, nahmen Kolb und Frank an der Beerdigung dieses in Baden beliebten Regenten teil. Auf diese Ehrerbietung gegenüber dem Thron reagierte die sozialdemokratische Presse mit scharfer Kritik. Geck erschien nicht auf der Beerdigung. Darum verweigerten die bürgerlichen Parteien ihm für die zweite Wahlperiode 1907/08 die Wiederwahl ins Landtagspräsidium. An seiner statt wählten die Abgeordneten den Zentrumspolitiker Constantin Fehrenbach.
Die Inhalte der parteiübergreifenden Zusammenarbeit im Großblock erstreckten sich insbesondere auf die Schul- und die Beamtenpolitik. Der SPD gelang es hier, einen Teil ihrer Politikvorstellungen in Gesetzesvorhaben einzubringen. Die Besoldung der Beamten wurde angehoben. Für Frank war dies ein Schritt, der auch Lohnerhöhungen für die Staatsarbeiter nach sich ziehen müsse. Aus diesem Motiv heraus begründete er am 2. August 1908 die Zustimmung seiner Fraktion zum Budget.

### Legislaturperiode von 1909 bis 1913
Im Herbst 1909 fanden erneut Wahlen zur Zweiten Kammer der Badischen Ständeversammlung statt. Bereits in der Hauptwahl erhöhte die SPD die Zahl der Stimmen auf 86.078 (1905: 50.431). Dieser Erfolg wurde durch erneute Stichwahlabkommen ausgebaut. Die SPD errang insgesamt 20 Mandate und bildete damit hinter dem Zentrum, das nur noch auf 26 Mandate kam (1905: 28), die zweitgrößte Fraktion. Die Ursachen des sozialdemokratischen Wahlerfolgs waren die Reichsfinanzreform von Mitte 1909, die insbesondere das Zentrum Stimmen kostete, und die vorangegangene Großblockpolitik in Baden.
Ein Sozialdemokrat – der Mannheimer Abgeordnete Anton Geiß – zog erneut in das Landtagspräsidium ein. Den Fraktionsvorsitz der Nationalliberalen übernahm Edmund Rebmann, der zum linken Parteiflügel gezählt wurde. Mit ihm arbeitete Frank in der Folgezeit eng zusammen.
Drei Themenfelder prägten zwischen 1909 und 1913 die Parlamentsarbeit der SPD in der Zweiten Kammer: Die Schulpolitik, die Reform der Einkommensteuer und die Reform der Gemeinde- und Städteordnung mit ihrem Dreiklassenwahlrecht.
Im Zusammenhang mit der badischen Schulreform forderte Frank gleiche Bildungschancen für alle Staatsbürger. Die allgemeine Lernmittelfreiheit ließ sich 1910 zwar nicht durchsetzen, dafür aber die Pflicht der Kommunen, für Kinder aus armen Elternhäusern die Schulbücher zu beschaffen. Auch für Mädchen galt von nun an eine achtjährige Schulpflicht. Alle Schulen mit mehr als zehn Lehrern hatten einen Schularzt zu bestellen. Die verstärkte Beteiligung der Bürger am örtlichen Schulgeschehen wurde durch die Verpflichtung erreicht, in allen Gemeinden eine vier- bis zwanzigköpfige Schulkommission einzurichten.
Die Mehrausgaben durch gestiegene Beamtengehälter und durch die Schulreform zogen eine Reform der Einkommensteuern nach sich. Die SPD stimmte der Reform zu, denn sie brachte für die Bezieher mittlerer Einkommen eine nur mäßige Erhöhung, Bezieher geringer Einkommen wurden zudem entlastet.
Im Zuge der Neuordnung der Gemeinde- und Städteordnung erstrebte die SPD die Abschaffung des kommunalen Dreiklassenwahlrechts. Dies gelang nicht. Dennoch wurden die Wahlklassen neu gefasst. Das Gewicht der untersten Klasse nahm dabei deutlich zu. Vielfach erhöhte sich dadurch die Zahl der sozialdemokratischen Mandate auf kommunaler Ebene.
Trotz dieser partiellen Erfolge sozialdemokratischer Parlamentsarbeit war die Fraktion zunächst nicht bereit, im Juli 1910 dem Haushalt zuzustimmen. Erst als der badische Innenminister Johann Heinrich Freiherr von und zu Bodman am 13. Juli 1910 im Parlament die Perspektive einer gedeihlichen Zusammenarbeit mit der SPD skizzierte, schwenkte sie auf Initiative Franks um und bewilligte am Folgetag das Budget.
Das badische Bündnis zwischen Nationalliberalen und Sozialdemokraten fand insbesondere bei Linksliberalen Zustimmung. Friedrich Naumann, Exponent des Linksliberalismus in Deutschland, propagierte 1910 die Übertragung des badischen Beispiels auf das Reich – eine Politik von Bassermann bis Bebel. Die Gestaltungskraft des Bündnisses von Liberalismus und Sozialdemokratie nahm aber auch in Baden schrittweise ab, weil die sich verstärkende, schroff antisozialdemokratische Politik auf Reichsebene auch im Südwesten ihre Schatten warf. Die badische Regierung ging merklich auf Distanz zur SPD, sie benachteiligte beispielsweise Arbeiterturnvereine gegenüber konfessionellen Turnvereinen. Aus diesem Grund lehnte die SPD-Fraktion im Juli 1912 das Budget ab, ein Verhalten, das auch bei einigen nationalliberalen Parlamentariern Verständnis fand.

### Legislaturperiode ab 1913
Bereits weit im Vorfeld der Wahlen zur Zweiten Kammer der Badischen Ständeversammlung, die für den Herbst 1913 angesetzt waren, nahmen Frank und Rebmann als Führer ihrer Parteien Fühlung auf, um Wahlabsprachen auszuloten. Dabei zeigte sich, dass die badischen Liberalen von den Entwicklungen auf Reichsebene beeinflusst wurden, wo sich SPD und Nationalliberale als Gegner gegenüberstanden. Die Gegnerschaft wurde durch das sozialdemokratische Nein zu den Wehrvorlagen von 1913 noch angefacht. Bei den Hauptwahlen vom 21. Oktober 1913 offenbarte sich ein gestiegener Einfluss von Konservativen und Zentrum, so dass es trotz der schwierigeren Randbedingungen doch noch zu Stichwahlabsprachen zwischen Sozialdemokraten und Liberalen kam. Die Nationalliberalen profitierten von diesen Absprachen jedoch im stärkeren Maß und wurden hinter dem Zentrum, das auf 30 Mandatsträger kam, zweitstärkste Fraktion (20 Mandate). Vier Sitze gingen an Stichwahlkandidaten der Freisinnigen. Die SPD fiel deutlich von 20 auf 13 Abgeordnete zurück. Das Wahlergebnis war für die SPD reichsweit der erste absolute Stimmenrückgang größeren Ausmaßes seit der Reichstagswahl von 1881.
Der Großblock behauptete zwar noch eine knappe Mehrheit gegen Zentrum und Konservative. Die Neigung zur gestaltenden Politik, Hand in Hand mit Sozialdemokraten, war in der sich neu zusammensetzenden Fraktion der Nationalliberalen allerdings deutlich gesunken. Vielen ihrer Mitglieder war der Einzug ins Parlament gelungen, weil es Stichwahlabsprachen mit dem Zentrum gegeben hatte. Die badische Regierung demonstrierte ihrerseits, dass sie Sozialdemokraten offen benachteiligte. Bodman vertrat im Juni 1914 die Auffassung, SPD-Mitglieder könnten nicht ehrenamtliche Bezirksräte werden, weil es ihnen an Gemeinsinn mangele. Frank griff diese Haltung im Parlament umgehend als rückschrittlich an und hielt der Regierung vor, sie urteile einseitig nach Gesinnungen. Vor diesem Hintergrund lehnten die badischen Sozialdemokraten am 26. Juni 1914 den Etat der Landesregierung ab.

## Kontroversen um Budgetbewilligungen

### Auseinandersetzung auf dem Nürnberger Parteitag von 1908
Noch bevor die badischen Sozialdemokraten Haushaltsentwürfen der badischen Regierung zugestimmt hatten, hatte sich die SPD auf ihren Parteitagen von 1901 und 1903 reichsweit auf eine klare Linie festgelegt. Entsprechende Vorlagen seien grundsätzlich abzulehnen. Einem Budgetentwurf dürfe nur dann zugestimmt werden, wenn sonst ein Haushalt drohe, der für die Arbeiterschaft noch schlechtere Bedingungen bedeuten würde. 1907 wichen jedoch die Genossen in Württemberg von dieser Linie ab. Auch die SPD-Fraktionen in den Landtagen von Baden und von Bayern bewilligten 1908 Budgets. Die bayrischen Sozialdemokraten unter Georg von Vollmar hatten bereits 1891 erstmals einem Haushalt zugestimmt.
Aus diesem Grund beschäftigte sich der SPD-Parteitag von 1908 in Nürnberg intensiv mit der Frage der Budgetbewilligung. August Bebel selbst hielt die Hauptrede und forderte vom Parteitag eine Entschließung, die das Verhalten der Süddeutschen ausdrücklich missbilligte. Die Süddeutschen hätten nach Bebel den Glauben der Massen an die Prinzipien der Partei erschüttert.
Ludwig Frank ergriff nach Bebel das Wort und widersprach dem Parteivorsitzenden. Er vertrat die Ansicht, dass die norddeutschen Sozialdemokraten vor allem deswegen auf strikter Ablehnung von Haushaltsvorlagen bestehen würden, weil sie durch undemokratische Wahlrechte an einer angemessenen parlamentarischen Vertretung gehindert würden. Frank berief sich überdies auf Ferdinand Lassalle, der den deutschen Arbeitern zugerufen habe, ihnen gehöre der Staat. Der Gründer des Allgemeinen Deutschen Arbeitervereins habe den Staat nicht als Klassenstaat wahrgenommen, sondern als Instanz, mit der für die Arbeiter bereits in der Gegenwart Verbesserungen durchsetzbar seien. Eine entsprechende Reformpolitik dürfe nicht durch das Verbot, Budgets zuzustimmen, behindert werden. Nach Frank äußerten sich auch der Württemberger Karl Hildenbrand und der Bayer Johannes Timm im Sinne der Süddeutschen. Auch sie konnten die Delegierten nicht umstimmen, der Parteitag beschloss mit 258 gegen 119 Stimmen, den Antrag des Parteivorstands anzunehmen und die süddeutschen Budgetbewilligungen somit zu verurteilen. 66 Delegierte aus Bayern, Württemberg, Baden und Hessen ließen es nicht dabei bewenden. In ihrem Auftrag erklärte Martin Segitz, dass die süddeutschen Genossen sehr wohl die Stellung des Parteitags anerkennen würden. Budgetfragen in den Ländern seien jedoch nach dem jeweiligen Ermessen der Landtagsfraktionen und der Landesorganisationen zu entscheiden.

### Erneute Konfrontation auf dem Magdeburger Parteitag 1910

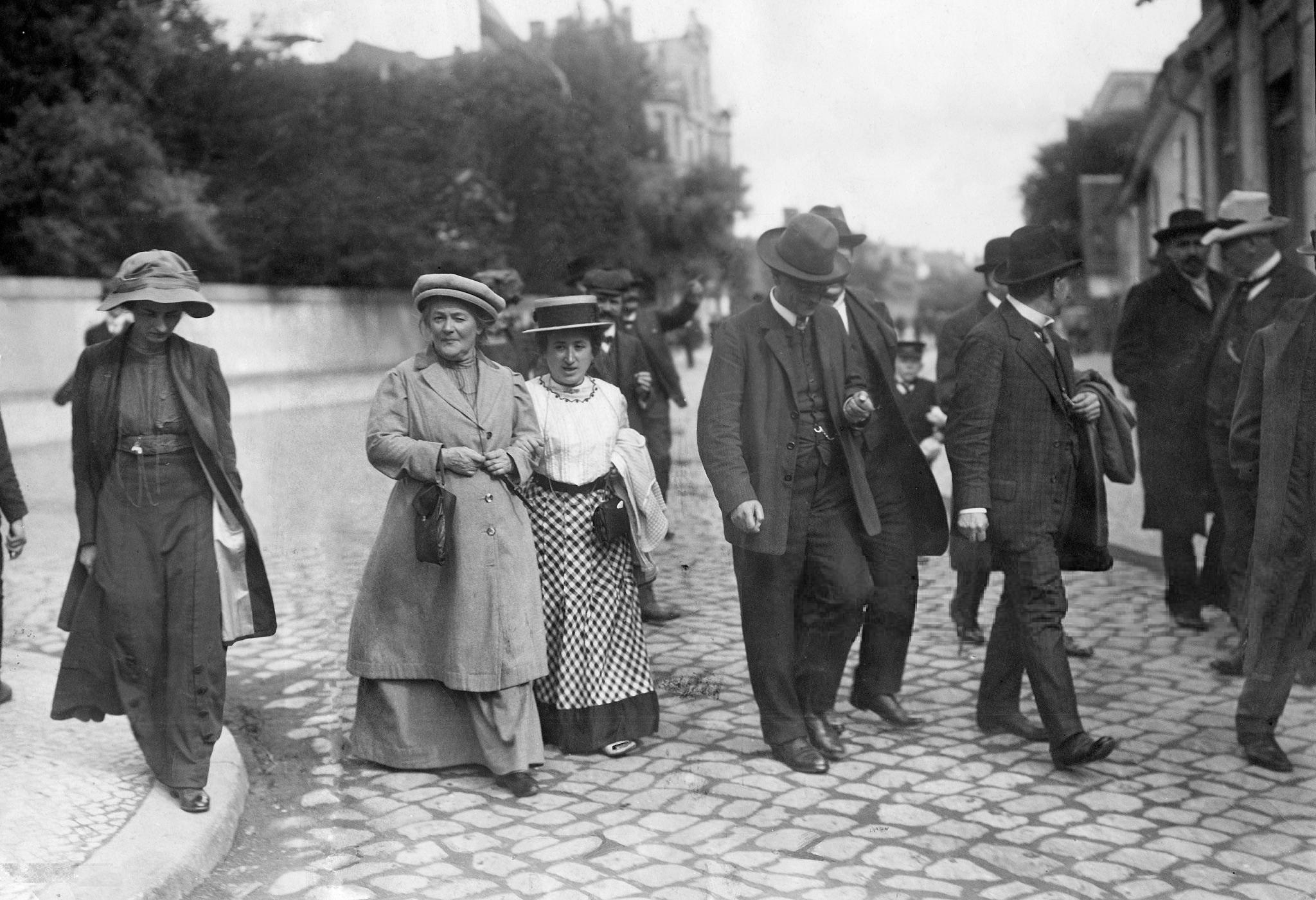
Eine Gruppe Parteilinker auf dem Magdeburger Parteitag 1910, in der Mitte Clara Zetkin und Rosa Luxemburg

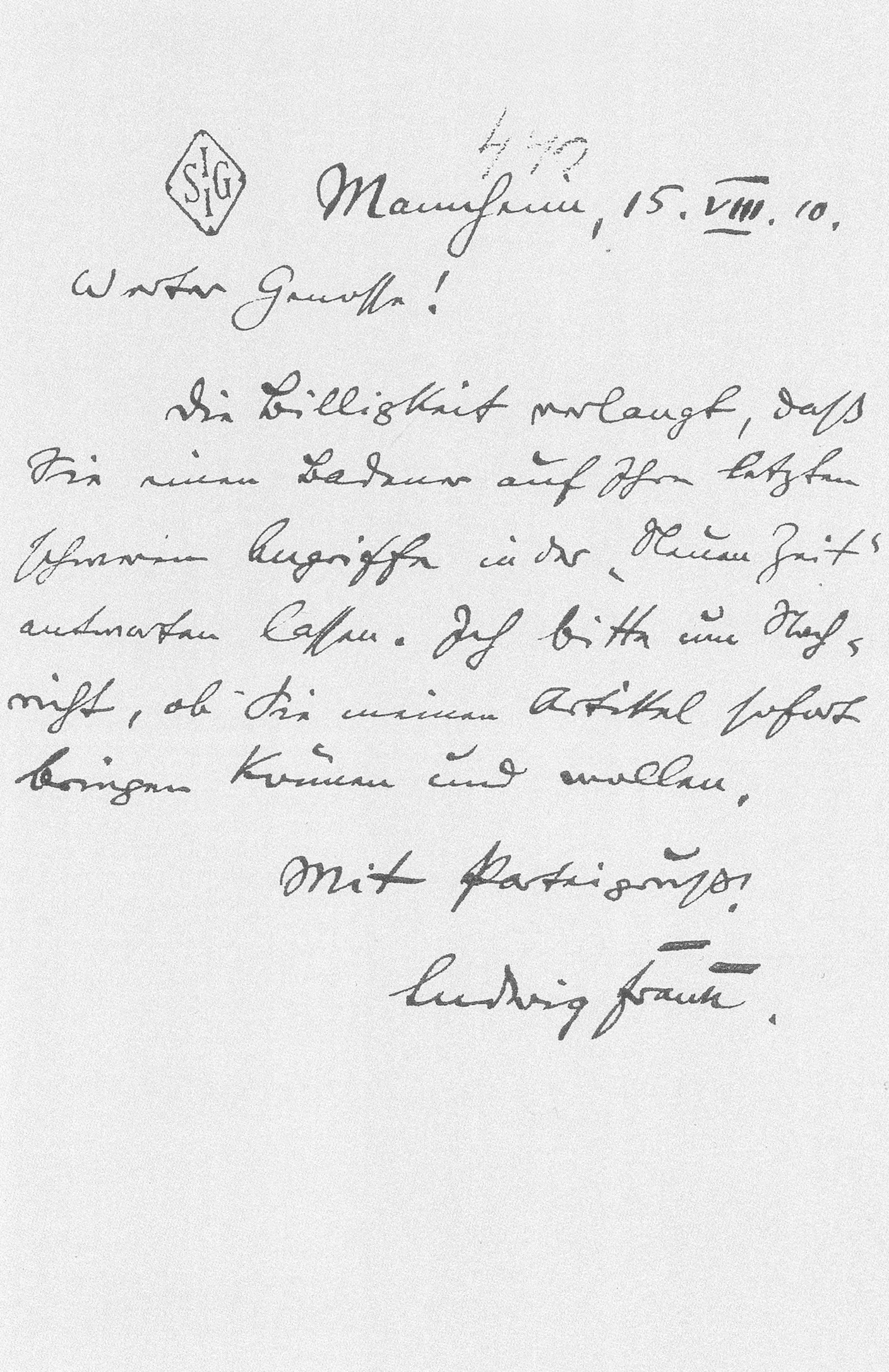
Brief von Frank an Kautsky vom 15. August 1910 mit der Bitte um Abdruck einer Verteidigungsschrift im Budgetbewilligungskonflikt

Karl Kautsky, in der Vorkriegssozialdemokratie der Hüter der marxistischen Orthodoxie, formulierte im Sommer 1910 in seinem Periodikum Die Neue Zeit einen scharfen Angriff auf die abermalige Budgetbewilligung durch die badischen Genossen. Kautsky bezeichnete dieses Abstimmungsverhalten als Disziplinbruch und Verrat. In seiner Replik, die ebenfalls in Die Neue Zeit erschien, betonte Frank, dass die Fraktion im badischen Landtag nur konsequent gehandelt habe. Sie habe den Großblock mit gebildet und den fraglichen Haushaltsentwurf mitgeprägt. Die Zustimmung sei unter diesen Vorzeichen schlüssig gewesen. Die radikale Linke in der Partei griff die badischen Genossen ob ihres Abstimmungsverhaltens persönlich an. Paul Lensch bezeichnete sie in der Leipziger Volkszeitung als Kretins und Kleinbürger.
Die publizistischen Scharmützel bildeten den Auftakt einer heftigen Kontroverse auf dem Magdeburger Parteitag im September 1910. Wieder war es Bebel, der die vom Parteivorstand entworfene Resolution begründete. Diese verurteilte das Vorgehen der Badener als „bewusst herbeigeführte grobe Missachtung“ der Parteitagsbeschlüsse, ein Verhalten, das die Einheit der Partei gefährde. In diesem Zusammenhang sprach Bebel vor dem Parteitag davon, Ludwig Frank, der einst sein „Liebling“, sein „Benjamin“ gewesen sei, habe ihn schwer enttäuscht.
Frank argumentierte in seiner Antwort auf Bebel ähnlich wie in seiner Replik auf Kautsky: Die Genossen in Baden hätten nur konsequent gehandelt. Im Übrigen sei es falsch, aus der Bewilligung des Budgets ein Vertrauensvotum für die Regierung herauszulesen. Frank überzeugte die Delegierten jedoch nicht. Mit großer Mehrheit wurde die Resolution des Parteivorstands angenommen. Die Parteilinke fühlte sich zudem durch Franks Auftreten auf dem Magdeburger Parteitag provoziert. Er wollte nicht ausschließen, dass die Landtagsfraktion auch in Zukunft Haushalten zustimmte. Zudem betonte er, das Handeln der Badener widerspreche nicht der Beschlusslage der SPD. Die Linke brachte deshalb einen Resolutionsentwurf ein, der für den Fall einer erneuten Budgetbewilligung ein Parteiausschlussverfahren androhte. Auch dieser Antrag fand auf dem Parteitag eine deutliche Mehrheit. Es drohte ein Eklat, denn die badischen, bayrischen und württembergischen Delegierten erwogen nun ihrerseits, den Fortgang des Parteikonvents zu boykottieren. Frank kostete es einige Mühe, sie davon abzuhalten. Dass ihm dies gelang, dokumentierte seine herausgehobene Stellung in der süddeutschen Sozialdemokratie, die er bereits vor dem Magdeburger Parteitag auf ein einheitliches Agieren eingeschworen hatte. Die Partei zerbrach nicht an dieser Kontroverse, obwohl sich in ihr grundverschiedene Auffassungen zu den Möglichkeiten und Notwendigkeiten sozialdemokratischer Parlamentsarbeit aufgetan hatten.
Ludwig Frank seinerseits setzte auf Zeit. Er machte es von den konkreten zukünftigen Konstellationen der Politik in Baden abhängig, ob die dortige Fraktion einem weiteren Haushalt zustimmen würde. Auch sei denkbar, dass diejenigen, die auf dem Parteitag scharf gegen die Süddeutschen protestierten, selbst in einigen Jahren Budgets ihre Zustimmung geben würden. Für ihn waren Budgetfragen keine Prinzipienfragen, sondern Angelegenheiten der politischen Taktik.

## Reichstagsabgeordneter

### Justizpolitik und Außenpolitik

Foto Franks aus dem Reichstagshandbuch von 1907

Frank gewann in der Reichstagsfraktion der SPD zunehmend an Einfluss. Dies zeigt die Entwicklung der Themen, bei denen er für die SPD im Plenarsaal das Wort ergriff. Als Vertreter einer praxisorientierten Politik, als Politiker der Tat, blieb er in seinen Entfaltungsmöglichkeiten jedoch beschränkt, denn die SPD hatte im Reichstag aufgrund ihrer Pariastellung kaum Möglichkeiten, sich aktiv an Gesetzgebungsvorhaben zu beteiligen. Deutliche Ausnahmen hiervon bildeten die Entwicklung einer Verfassung und die Formulierung eines Wahlgesetzes für das Reichsland Elsaß-Lothringen.
Nach seinem erstmaligen Einzug in den Reichstag 1907 agierte Frank als Sprecher der SPD in Justizangelegenheiten. Hier mahnte er mehrfach Reformen im Justizwesen an, unter anderem hob er hervor, die wachsende Zahl und die Arbeit der Arbeitersekretariate seien Beweise dafür, dass Laien wertvolle juristische Begabungen hätten. Mehrfach formulierte Frank zudem Kritik an den beschränkten Kontrollmöglichkeiten des Reichstages der Regierung gegenüber. Zugleich kritisierte Frank Erscheinungsformen der Klassenjustiz im Kaiserreich. Ferner rügte er Versuche, Journalisten zur Offenlegung ihrer Informationsquellen zu zwingen. Diese Stellungnahmen nutzte er zudem, um ausdrücklich auf die erhebliche politische Benachteiligung der Arbeiterschaft in Preußen durch das dortige Dreiklassenwahlrecht hinzuweisen. Frank befand sich hier im Einklang mit der Partei, die über Jahre die Abschaffung dieser Regelung forderte.
Frank meldete sich gelegentlich auch in außenpolitischen Fragen zu Wort. So nutzte er die Zweiten Marokkokrise von 1911, um die beschränkten politischen Gestaltungsmöglichkeiten des Reichstags erneut anzuprangern. In Frankreich dürfe das Parlament über außenpolitischen Abkommen entscheiden, in Deutschland nicht. Zugleich forderte er im Namen seiner Fraktion angesichts dieser internationalen Krise eine Verständigung mit Frankreich und Großbritannien. Die sozialdemokratischen Friedensdemonstrationen während dieser Krise hätten den Willen zur friedlichen Verständigung mit den Nachbarn eindrücklich gezeigt.

### Etatreden
Plenardebatten über Haushalte gehörten auch im Kaiserreich zu den vornehmsten Aufgaben der Parlamente. Ludwig Frank erhielt 1912 die Gelegenheit, für die SPD-Reichstagsfraktion Etatreden zu halten. In seinen Redebeiträgen verzichtete Frank auf Floskeln, die die Revolution beschworen, sondern mahnte notwendige Reformen an. Dazu gehörten gemäß seiner Rede vom 15. Februar 1912 die Veränderung der Wahlkreiseinteilung, die die Arbeiterschaft systematisch benachteilige. Auch verwies er auf Defizite der Sozialgesetzgebung, speziell der Sozialversicherungen. Hier forderte er die Herabsetzung der Altersgrenze für den Bezug der Altersrente sowie die Einführung einer staatlichen Arbeitslosenversicherung. Ferner mahnte Frank eine Veränderung des Steuersystems an – es seien mehr direkte und weniger indirekte Steuern notwendig.
Mit Bezug auf den Etat von 1913 sprach Frank am 4. Dezember 1912 zu den Abgeordneten des Deutschen Reichstages. In dieser Rede betonte er die Kultur- und Organisationsleistungen der Arbeiter und forderte für die Arbeiterschaft Schutz- und Unterstützungsmaßnahmen durch Gesetze und Finanzmittel.

### Politische Reformen im Reichsland Elsaß-Lothringen
Aufgrund der parlamentarischen Stellung der Sozialdemokraten und infolge der eingeschränkten Gestaltungsmöglichkeiten des Deutschen Reichstages war gestaltende Politik durch SPD-Reichstagsabgeordnete kaum möglich. Ihr Part blieb weitgehend auf die Rolle von Kritikern der herrschenden Verhältnisse in Politik und Gesellschaft beschränkt.
Anders sah es aus, als 1911 die Verabschiedung einer Verfassung und eines Wahlgesetzes für Elsaß-Lothringen anstand. Wie die Bundesländer entsandte auch das Reichsland nun Vertreter in den Bundesrat. Zugleich erhielt es ein aus zwei Kammern bestehendes Parlament. Die Zusammensetzung der zweiten Kammer war Ergebnis von allgemeinen, direkten, gleichen, freien und geheimen Wahlen. Die Initiative zu den Reformen im äußersten Südwesten des Reiches war vom Reichstag ausgegangen. Frank gehörte zur achtundzwanzigköpfigen Kommission der Abgeordneten, die die von der Reichsregierung vorgelegten Entwürfe intensiv beriet. Obgleich es nicht gelang, das Reichsland in den Status eines Bundeslandes zu überführen, und obwohl der Kaiser weiterhin den Statthalter sowie auch die Mitglieder der ersten Parlamentskammer berief, hielt Frank insbesondere die Wahlgesetzgebung für die Zweite Kammer für entscheidend. Er erhoffte sich von dieser Wahlrechtsausgestaltung einen Schub für die Forderung nach einer Reform des preußischen Dreiklassenwahlrechts. Es gelang, innerhalb der SPD-Reichstagsfraktion die Zustimmung zur vorgelegten Verfassung und zum Wahlgesetz für den Landtag von Elsaß-Lothringen zu organisieren. Ludwig Frank war es, der am 26. Mai 1911 im Plenum die Zustimmung der SPD-Fraktion begründete.
Frank selbst erlebte die Abschaffung des preußischen Dreiklassenwahlrechts nicht mehr – es überlebte ihn um vier Jahre. Für Frank war enttäuschend, dass vom Reichsland kein Demokratisierungsschub ausging. Die Zabern-Affäre demonstrierte Ende 1913 das Gegenteil: Die rechtswidrige Verhaftung und Körperverletzung von Zivilisten durch Militärs blieb straflos; der Reichstag sprach dem Reichskanzler das Misstrauen aus, im Amt blieb Theobald von Bethmann Hollweg dennoch.

### Heeresvorlage und Wehrbeitrag 1913
Nach Verabschiedung des Haushalts für das Jahr 1913 konfrontierte die Regierung den Reichstag Ende März 1913 mit einer Heeresvorlage. Diese sah vor, die Zahl der Offiziere um 3900, die der Unteroffiziere um 15.000 und die der einfachen Soldaten um 117.000 zu erhöhen. Die SPD lehnte dieses Vorhaben strikt ab. Frank sprach sich am 9. April 1913 im Namen seiner Fraktion im Reichstag gegen diese Pläne aus und forderte die Parlamentarier auf, mit ihren Kollegen aus Frankreich Wege aus der Rüstungsspirale zu suchen. Die Mehrheit der Abgeordneten stimmte der Vorlage allerdings zu.
Die Heeresvorlage enthielt sich jeder Aussage zur Finanzierung des Rüstungsvorhabens. Die Regierung schlug nach Verabschiedung der Heeresvorlage die Erhebung von Besitzsteuern vor. Sozialdemokraten verlangten schon lange die Veränderung des Steuersystems durch Ausweitung des Anteils direkter Steuern. Die SPD stimmte diesem Finanzierungskonzept zu, denn hier sah sie einen Einstieg in ein sozial gerechteres Steuerwesen. Dafür wurde sie im September 1913 auf dem Parteitag in Jena von der Parteilinken heftig angegriffen. Die Mehrheit des Parteitages, vor dem Frank die Überlegungen der Reichstagsfraktion verteidigte, billigte das Votum der Fraktion jedoch.

## Preußisches Dreiklassenwahlrecht und Massenstreik
Das preußische Dreiklassenwahlrecht, in den Worten des badischen Historikers Rolf G. Haebler „das beste Bollwerk der preußischen Reaktion“, sicherte die Herrschaft der traditionellen und konservativen Eliten in diesem mit Abstand größten Bundesstaat des Deutschen Kaiserreichs. Am 11. Januar 1910 kündigte Wilhelm II. eine Reform des Dreiklassenwahlrechts an. Sie hätte allerdings nur zu unwesentlichen Veränderungen geführt. Daraufhin gab es eine Vielzahl von Demonstrationen für die Abschaffung des Dreiklassenwahlrechts. In seiner Reichstagsrede vom 19. Februar 1910 griff Ludwig Frank diese Demonstrationen auf, betonte ihren entschlossenen, aber friedlichen Charakter und stellte sich hinter sie.

Ludwig Frank, Ölgemälde von Lovis Corinth (1914)

Seit 1912 hatte es eine Reihe von Versuchen gegeben, Wahlerfolge der SPD auf Ebene der Einzelstaaten und Gemeinden durch entsprechende Wahlrechtsänderungen zu erschweren. Eine Reihe von Wahlen endete überdies mit Stimmenrückgängen und Mandatsverlusten oder führte zu Umschwüngen in der jeweiligen Landespolitik zuungunsten der Sozialdemokratie. Diese Umstände erhöhten den Druck auf die Vertreter des Reformismus, die auf aktive Parlamentsarbeit setzten.
Die Wahlen zum preußischen Abgeordnetenhaus vom 16. Mai 1913 zeigten erneut die Probleme in Preußen. Die Wahlbeteiligung lag bei 32,7 Prozent, im Jahr zuvor hatte sie bei den Reichstagswahlen bei 84,5 Prozent gelegen. Viele der Wahlberechtigten scheuten die offene Stimmabgabe oder sahen angesichts der Stimmengewichtung wenig Sinn darin, ihr Wahlrecht zu nutzen. Am 12. Juni 1913 rief Frank angesichts dieser Situation während einer Kundgebung in Wilmersdorf zum Massenstreik auf. Nur so ließe sich die notwendige Demokratisierung erzwingen. Seit 1905, seit den Volksbewegungen in Schweden und in Belgien sowie seit der Russischen Revolution, propagierte nur die SPD-Linke in der so genannten Massenstreikdebatte das Instrument des politischen Streiks. Sie betrachtete ihn als Mittel zur Erziehung und Revolutionierung der Massen. Die Parteilinke stellte sich nicht an die Seite Franks. Noch in der Wilmersdorfer Veranstaltung betonte Rosa Luxemburg, Frank wolle Unvereinbares – Großblockpolitik in Baden und Massenstreik in Preußen – miteinander verbinden. Frank seinerseits entgegnete, er sei nie für eine „Politik der Phrase“ aufgetreten, sondern immer für eine „Politik der Tat“. Franks Vorschlag, die Abschaffung des preußischen Dreiklassenwahlrechts über Massenstreiks zu erzwingen, erzeugte in der sozialdemokratischen Arbeiterbewegung erhebliche Debatten.
Die Freien Gewerkschaften hatten Massenstreiks als Mittel der Politik allerdings stets abgelehnt. Auf dem Parteitag von 1913 in Jena zeigte sich, dass sie ihre Haltung nicht änderten, nur weil die Forderung nach Massenstreiks nun von Ludwig Frank, einem Vertreter der Reformisten, erhoben wurde. Gustav Bauer, der zweite Vorsitzende der Generalkommission, wies Franks Ansinnen ab. Die Wahlrechtsfrage in Preußen sei von nur zweitrangiger Bedeutung. Bauer setzte stattdessen auf den altbewährten Kurs: die Organisationsmacht der Partei und der Gewerkschaften sollte gestärkt werden. Die Mehrheit der Delegierten schloss sich dieser Auffassung an. Frank bedauerte diesen – wie er es sah – Mangel an politischem Willen. Als erklärter Befürworter einer Bündnispolitik mit reformbereiten bürgerlichen Parteien, als Führer des süddeutschen Reformismus in der preußischen Wahlrechtsfrage die Mobilisierung der Massen zu fordern – mit dieser Position blieb Frank in der Vorkriegssozialdemokratie vollständig isoliert.

## Deutsch-französische Verständigungsversuche

### Berner Verständigungskonferenz von 1913
Zwei Rüstungsvorhaben, die komplementär aufeinander bezogen waren, beschäftigten 1913 die Innenpolitik in Frankreich und Deutschland. Während die deutsche Politik die Erweiterung des deutschen Heeres anstrebte, ging es in Frankreich um die Wiedereinführung einer dreijährigen Dienstpflicht.
Ludwig Frank drängte es angesichts der sich dadurch steigernden Kriegsgefahr zur Tat. Er wandte sich am 26. März 1913 brieflich an seinen Freund Emil Hauth, der in Zürich bei der sozialdemokratischen Tageszeitung Volksrecht arbeitete. Diesen bat er, bei den Schweizer Genossen zu eruieren, ob in der Schweiz, gegebenenfalls auch in Belgien, eine Konferenz französischer und deutscher Parlamentarier stattfinden könne, die ein Zeichen gegen die Aufrüstung setzt. Zu dieser Konferenz seien auch Politiker anderer Parteien einzuladen. Frank erhoffte sich von dieser Konferenz nicht nur ein Zeichen gegen drohende Kriegsgefahren, sondern auch einen Auftakt zu einer nachhaltigen Verbesserung der deutsch-französischen Beziehungen. Dieser Versuch hatte Erfolg. Die Genossen in der Schweiz griffen die Idee auf, auch weil Frank eine Reihe weiterer Sozialisten, unter anderem Robert Grimm, direkt anschrieb und um Unterstützung bat. Grimm gelang es, 13 Mitglieder aller im schweizerischen Nationalrat vertretenen Parteien zu bewegen, gemeinsam für den 11. und 12. Mai 1913 zu einer solchen Verständigungskonferenz nach Bern einzuladen. Frank überzeugte seinerseits Bebel, der zunächst nicht gewillt war, an einem überparteilichen Treffen teilzunehmen, auf dieser Konferenz zu sprechen.
Insgesamt waren in Bern 26 Sozialdemokraten anwesend. Nur von wenigen anderen Parteien des Reichstages reisten einzelne Mitglieder an, fünf Fortschrittliche, ein Vertreter der dänischen Minderheit und zwei Elsässer. Die Delegation der Franzosen war weitaus größer. Von den 180 Delegierten gehörten 110 bürgerlichen Parteien an. Angeführt wurde die französische Parlamentariergruppe von Paul Henri d’Estournelles de Constant, dem Friedensnobelpreisträger von 1909, und dem Sozialistenführer Jean Jaurès. Die Konferenz forderte die Verständigung der Deutschen und Franzosen sowie das Primat der Diplomatie und der Haager Schiedsgerichtsbarkeit zur Lösung von Konflikten. Zudem wurde zur Vorbereitung weiterer Treffen ein ständiges Komitee unter der Leitung von d’Estournelles und Hugo Haase eingerichtet.
Frank begrüßte die Ergebnisse der Konferenz euphorisch und hielt sie für ein Zeichen des beginnenden Wandels im Verhältnis von Frankreich und Deutschland. Er sah in dieser Zuversicht über alle Schattenseiten hinweg: die Beteiligung nichtsozialistischer deutscher Parlamentarier blieb die Ausnahme, die Rüstungsvorhaben ließen sich bei den Mehrheiten in den Parlamenten nicht stoppen.

### Parlamentariertreffen in Basel 1914
Das ständige Komitee lud für den 30. Mai 1914 nach Basel zu einer weiteren Konferenz ein, diesmal im kleineren Rahmen. Von französischer Seite nahmen 16 Abgeordnete teil, von deutscher Seite insgesamt 18 – sieben Sozialdemokraten, vier Delegierte der Fortschrittlichen Volkspartei, drei Vertreter des Zentrums, zwei Nationalliberale und zwei Elsässer. Erneut wurde der Wert der Schiedsgerichtsbarkeit betont. Zudem schlug die Konferenz vor, 1914 in Deutschland und in Frankreich zeitgleich zwei interparlamentarische Versammlungen abzuhalten. Deutsche und französische Parlamentarier sollten links und rechts des Rheins gemeinsam tagen und ihren Verständigungswillen ausdrücken. Auch nach der Konferenz von Basel äußerte sich Frank mehrfach äußerst zuversichtlich über die Zukunftsaussichten der deutsch-französischen Beziehungen.
Wenige Wochen später führten beide Nationen Krieg gegeneinander. Weder konnten vorher die Rüstungsprojekte gestoppt werden, noch gelang ein Umschwung der öffentlichen Meinung – in Frankreich sehnte man die Revanche für die Annexion Elsaß-Lothringens herbei, in Deutschland galt der westliche Nachbar als Erbfeind.

## Kriegsausbruch und Kriegsdienst

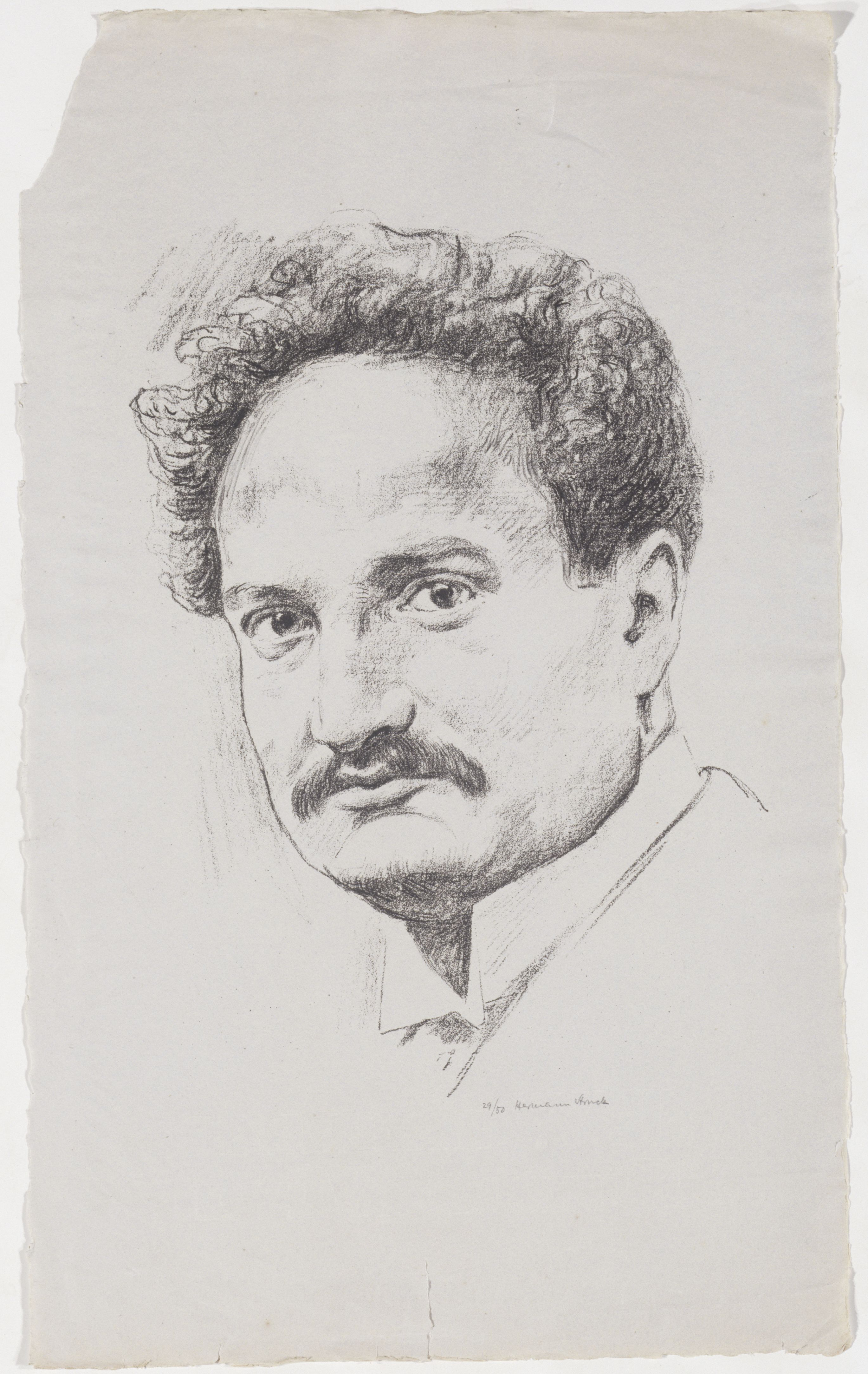
Porträt Ludwig Frank, Lithografie von Hermann Struck

In der Julikrise, unmittelbar vor dem Ausbruch des Ersten Weltkriegs, organisierte die sozialistische Arbeiterbewegung europaweit Friedenskundgebungen. Auch die deutsche Sozialdemokratie forderte in entsprechenden Veranstaltungen zur Wahrung des Friedens auf.
In Mannheim sprach Frank Ende Juni 1914 auf der örtlichen Friedenskundgebung. Er brachte seine Hoffnung zum Ausdruck, trotz der allgemeinen Kriegsgefahr möge ein großer Krieg ausbleiben. Falls sich ein solcher Krieg jedoch nicht verhindern ließe, würden – so Frank – auch die als „vaterlandslose Gesellen“ verunglimpften sozialdemokratischen Arbeiter ihrer „nationalen Pflicht“ nachkommen und für Deutschland in den Krieg ziehen.
Der Reichsleitung unter Reichskanzler Bethmann Hollweg gelang es, der Öffentlichkeit und der Sozialdemokratie vorzutäuschen, der eigentliche Aggressor sei das zaristische Russland. Der deutschen Sozialdemokratie galt der östliche Nachbar stets als Hort der Reaktion. Ein Ausgreifen der zaristischen Reaktion nach Westen galt es unbedingt zu verhindern. Dies war ein wesentlicher Grund für die Sozialdemokraten, am 4. August 1914 einem angeblichen Verteidigungskrieg und den von der Reichsleitung geforderten Kriegskrediten zuzustimmen. Ludwig Frank war die Schlüsselfigur dieser Zustimmung. Am 2. August 1914 schrieb er an Wilhelm Kolb:
Ich reise morgen nach Berlin ab. Am Dienstag tritt der Reichstag zusammen. Ich werde unter allen Umständen durchzusetzen suchen, daß die Fraktion für die Kriegskredite stimmt. Im Notfall die Süddeutschen allein!
Frank sammelte in den ersten Augusttagen eine Reihe sozialdemokratischer Reichstagsabgeordneter um sich, die ähnlich dachten wie er. Sie waren gewillt, in jedem Fall zuzustimmen, selbst wenn die Mehrheit der SPD-Reichstagsfraktion sich enthalten oder dagegen stimmen würde. Frank hielt es für zwingend notwendig, die nationale Zuverlässigkeit der SPD zu beweisen. Als Gegenleistung für diese Loyalität dem Vaterland gegenüber hoffte er, wie viele führende Sozialdemokraten, auf eine Demokratisierung des Reiches.
Noch aus dem Reichstag meldete sich Ludwig Frank freiwillig zum Dienst an der Waffe. Auf diese Weise wollte er seinem politischen Votum persönlichen Einsatz hinzufügen. Als Reichstagsabgeordneter und Landsturmmann musste er nicht unmittelbar mit einer Einberufung rechnen. Frank, der sich noch wenige Wochen zuvor für Frieden und Verständigung eingesetzt hatte, fügte sich einerseits ein in den nationalen Taumel der Kriegsbegeisterung. In Briefen schrieb er, er freue sich auf den Krieg. Andererseits erblickte er auch strategische Chancen. Er glaubte fest an einen Sieg und an sich dann ergebende Umgestaltungsmöglichkeiten. Er hielt den Krieg für einen Hebel, um die politische Stagnation im Innern Deutschlands endlich zu überwinden. „Die Internationale Idee ist auf lange hinaus zurückgedrängt durch die Realität einer nationalen Arbeiterbewegung. Statt eines Generalstreiks führen wir für das preußische Wahlrecht einen Krieg.“
Auf Warnungen, er gefährde durch seinen freiwilligen Kriegseinsatz sein Leben, hörte er nicht. Am 13. August wurde Frank eingezogen. In einem Brief vom 23. August schrieb er:
(…) ich weiß nicht, ob auch die französischen Kugeln meine parlamentarische Immunität achten. Ich habe den sehnlichen Wunsch, den Krieg zu überleben und dann am Innenausbau des Reiches mitzuschaffen. Aber jetzt ist für mich der einzig mögliche Platz in der Linie in Reih und Glied.

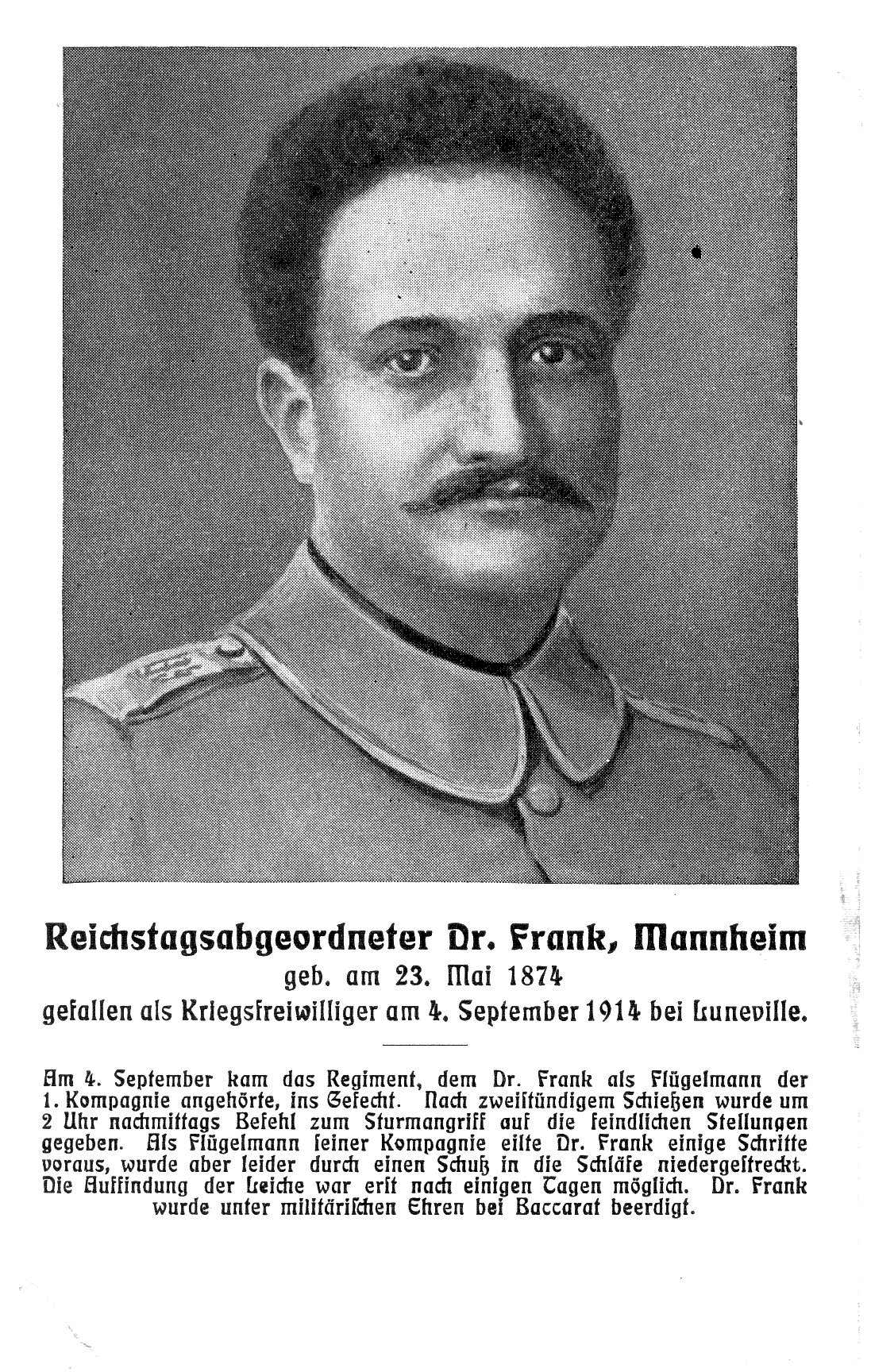
Die in Mannheim offiziell verwendete Gefallenenanzeige für Ludwig Frank

Die sozialdemokratische Zeitung in Mannheim berichtete von stürmischen Ovationen der Bevölkerung für Frank bei seinem Abschied am 31. August. Bereits am 3. September 1914 fiel der Vierzigjährige als Gefreiter des 2. Badischen Grenadier-Regiments „Kaiser Wilhelm I.“ Nr. 110 bei Nossoncourt nahe Baccarat. Frank war der erste von zwei Reichstagsabgeordneten (der zweite war Hans von Meding), die während des Ersten Weltkriegs an der Front starben.

## Literaturlage und Erinnerung

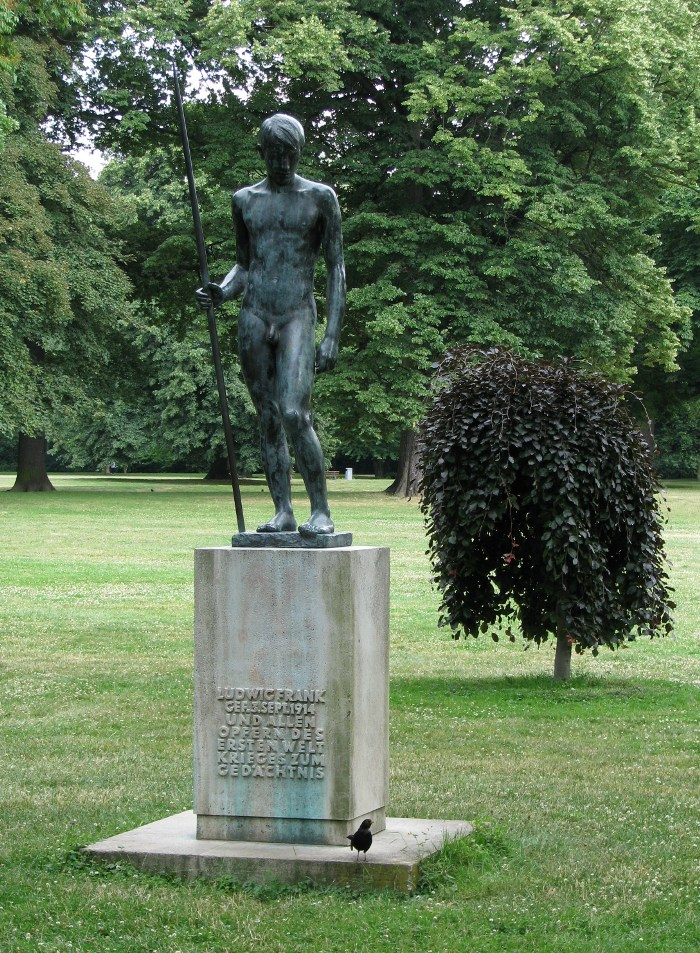
Denkmal „Jüngling mit Stab“ von Bernhard Bleeker, aufgestellt im Jahr 1950 im unteren Luisenpark Mannheims

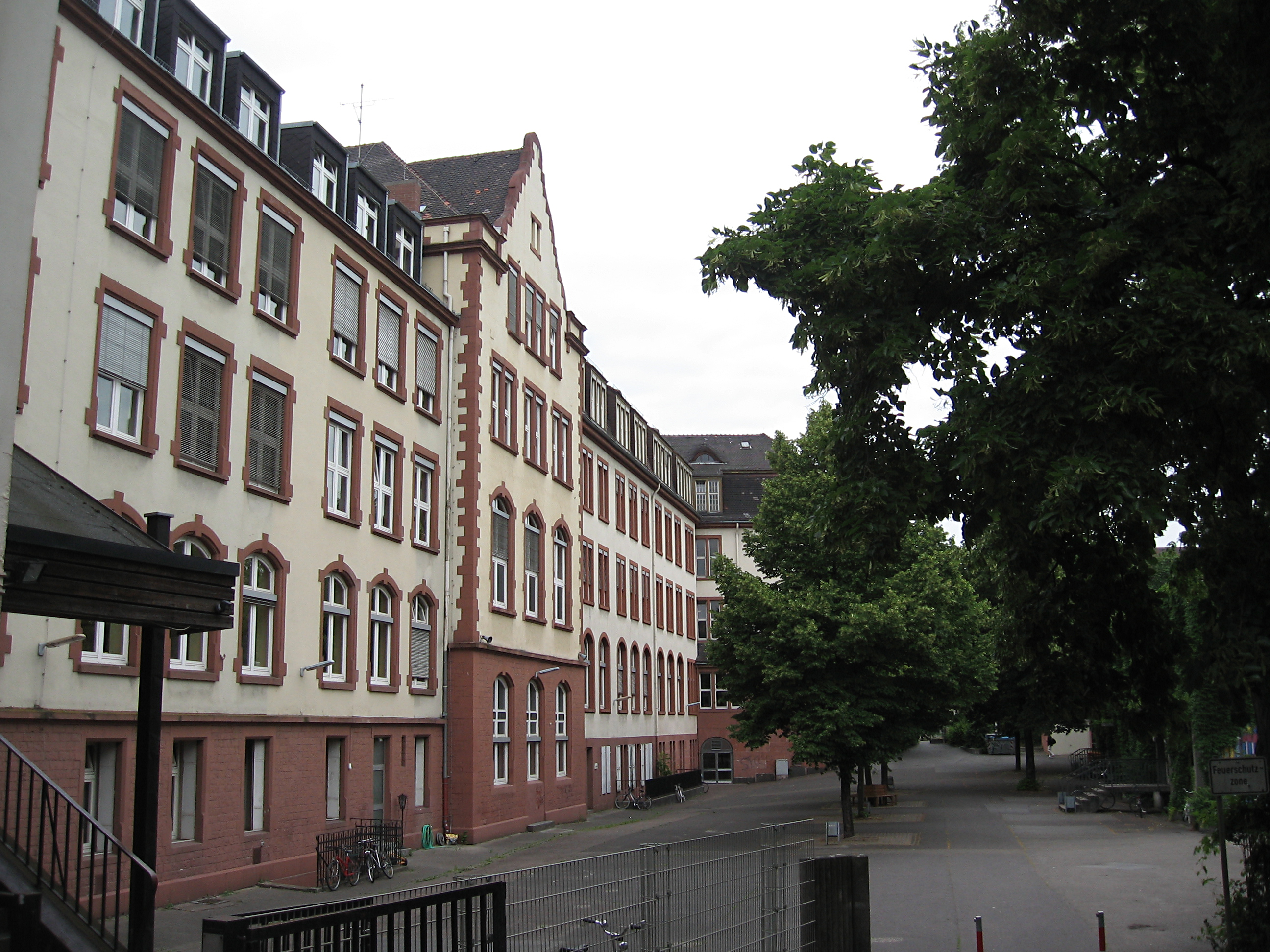
Ludwig-Frank-Gymnasium in Mannheim